# Haliclona vanderlandi
Haliclona vanderlandi är en svampdjursart som beskrevs av de Weerdt och van Soest 200. Haliclona vanderlandi ingår i släktet Haliclona och familjen Chalinidae. Inga underarter finns listade i Catalogue of Life.